# Чемпионат мира по баскетболу 2023 (составы)
В этой статье перечислены составы мужских национальных баскетбольных сборных на чемпионат мира по баскетболу 2023 года в Китае, проходящий в период с 25 августа по 10 сентября 2023 года.
| Группа A                                                 | Группа B                                     | Группа C                                   | Группа D                                |
| -------------------------------------------------------- | -------------------------------------------- | ------------------------------------------ | --------------------------------------- |
| - Ангола - Доминиканская Республика - Италия - Филиппины | - Китай - Пуэрто-Рико - Сербия - Южный Судан | - Греция - Иордания - Новая Зеландия - США | - Египет - Литва - Мексика - Черногория |
| Группа E                                                 | Группа F                                     | Группа G                                   | Группа H                                |
| - Австралия - Финляндия - Германия - Япония              | - Кабо-Верде - Грузия - Словения - Венесуэла | - Бразилия - Иран - Кот-д’Ивуар - Испания  | - Канада - Франция - Латвия - Ливан     |

## Группа A

### Ангола
Окончательный состав был объявлен 23 августа 2023 года.
| Перейти к шаблону «Состав сборной Анголы по баскетболу» | Состав сборной Анголы по баскетболу |  |

| Поз. | №  | Имя               | Дата рождения (возраст)  | Рост   | Клуб             |
| ---- | -- | ----------------- | ------------------------ | ------ | ---------------- |
| Ф    | 0  | Эдуарду Франсишку | 8 ноября 2003 (19 лет)   | 200 см | Бенфика          |
| З    | 1  | Домингош Жерсон   | 16 апреля 1996 (27 лет)  | 180 см | Петро Атлетико   |
| З    | 2  | Димитри Маконда   | 28 ноября 2001 (21 год)  | 187 см | ЛВД Баскет       |
| АЗ   | 3  | Жерсон Гонсалвеш  | 29 марта 1996 (27 лет)   | 193 см | Петро Атлетико   |
| РЗ   | 5  | Шилде Дундау      | 17 мая 1998 (25 лет)     | 167 см | Петро Атлетико   |
| Ц    | 8  | Жилсон Бангу      | 6 января 1999 (24 года)  | 208 см | Лёвен Брауншвейг |
| Ф    | 9  | Леонель Паулу (К) | 30 апреля 1986 (37 лет)  | 198 см | Сангальюш        |
| ТФ   | 10 | Антониу Монтейру  | 2 апреля 1989 (34 года)  | 206 см | Спортинг         |
| Ф    | 13 | Жоау Фернандеш    | 1 декабря 1992 (30 лет)  | 200 см | Спортинг         |
| Ц    | 20 | Бруну Фернанду    | 15 августа 1998 (25 лет) | 208 см | Атланта Хокс     |
| ТФ   | 22 | Силвиу Де Соуза   | 7 октября 1998 (24 года) | 206 см | Арис             |
| Ц    | 34 | Кевин Кокила      | 3 сентября 2001 (21 год) | 205 см | Бурк             |

### Доминиканская Республика
Окончательный состав был объявлен 20 августа 2023 года.
| Перейти к шаблону «Состав сборной Доминиканской Республики по баскетболу» | Состав сборной Доминиканской Республики по баскетболу |  |

| Поз. | №  | Имя               | Дата рождения (возраст)  | Рост   | Клуб                   |
| ---- | -- | ----------------- | ------------------------ | ------ | ---------------------- |
| Ф    | 0  | Антонио Пенья     | 20 июля 1986 (38 лет)    | 204 см | Реалес де Ла Вега      |
| З    | 2  | Ригоберто Мендоса | 6 июля 1992 (32 года)    | 191 см | Обрадойро              |
| РЗ   | 3  | Жан Монтеро       | 3 июля 2003 (21 год)     | 190 см | Реал Бетис             |
| РЗ   | 4  | Хелвис Солано     | 1 июня 1997 (27 лет)     | 185 см | Реалес де Ла Вега      |
| АЗ   | 5  | Виктор Лиз (К)    | 12 мая 1986 (38 лет)     | 188 см | Капитанес де Аресибо   |
| РЗ   | 10 | Андрес Фелис      | 15 июля 1997 (27 лет)    | 183 см | Ховентут               |
| Ц    | 11 | Элой Варгас       | 30 декабря 1988 (36 лет) | 211 см | Тротамундос            |
| Ц    | 12 | Анхель Дельгадо   | 20 ноября 1994 (30 лет)  | 206 см | Бешикташ               |
| З    | 20 | Херардо Суэро     | 20 апреля 1989 (35 лет)  | 196 см | Солес де Санто Доминго |
| ЛФ   | 24 | ЭлДжэй Фигероа    | 28 марта 1998 (26 лет)   | 198 см | Ратиофарм              |
| АЗ   | 25 | Лестер Киньонес   | 16 ноября 2000 (24 года) | 196 см | Голден Стэйт Уорриорз  |
| Ц    | 32 | Карл-Энтони Таунс | 15 ноября 1995 (29 лет)  | 213 см | Миннесота Тимбервулвз  |

### Италия
Окончательный состав был объявлен 14 августа 2023 года.
| Перейти к шаблону «Состав сборной Италии по баскетболу» | Состав сборной Италии по баскетболу |  |

| Поз. | №  | Имя               | Дата рождения (возраст)    | Рост   | Клуб           |
| ---- | -- | ----------------- | -------------------------- | ------ | -------------- |
| РЗ   | 0  | Марко Списсу      | 5 февраля 1995 (30 лет)    | 185 см | Рейер Венеция  |
| АЗ   | 7  | Стефано Тонут     | 7 ноября 1993 (31 год)     | 193 см | Олимпия Милан  |
| Ф/Ц  | 9  | Николо Мелли      | 26 января 1991 (34 года)   | 205 см | Олимпия Милан  |
| ЛФ   | 13 | Симоне Фонтеккио  | 9 декабря 1995 (29 лет)    | 201 см | Юта Джаз       |
| ТФ   | 17 | Джампаоло Риччи   | 27 сентября 1991 (33 года) | 200 см | Олимпия Милан  |
| АЗ   | 18 | Маттео Спаньоло   | 10 января 2003 (22 года)   | 194 см | Альба Берлин   |
| Ф    | 33 | Акилле Полонара   | 23 ноября 1991 (33 года)   | 205 см | Виртус Болонья |
| Ц    | 35 | Мухамет Диуф      | 10 сентября 2001 (23 года) | 208 см | Бреоган        |
| ТФ   | 40 | Лука Северини     | 20 июня 1996 (28 лет)      | 204 см | Дертона        |
| ЛФ   | 50 | Габриэле Прочида  | 1 июня 2002 (22 года)      | 200 см | Альба Берлин   |
| РЗ   | 54 | Алессандро Пайола | 9 ноября 1999 (25 лет)     | 194 см | Виртус Болонья |
| Ф    | 70 | Луиджи Датоме (К) | 27 ноября 1987 (37 лет)    | 203 см | Олимпия Милан  |

### Филиппины
Окончательный состав был объявлен 23 августа 2023 года.
| Перейти к шаблону «Состав сборной Филиппин по баскетболу» | Состав сборной Филиппин по баскетболу |  |

| Поз. | №  | Имя               | Дата рождения (возраст)   | Рост   | Клуб                        |
| ---- | -- | ----------------- | ------------------------- | ------ | --------------------------- |
| З    | 4  | Кифер Равена      | 27 октября 1993 (29 лет)  | 183 см | Сига Лейкс                  |
| З    | 6  | Джордан Кларксон  | 7 июня 1992 (31 год)      | 196 см | Юта Джаз                    |
| З    | 8  | Скотти Томпсон    | 12 июля 1993 (30 лет)     | 185 см | Барангай Гинебра Сан-Мигель |
| Ц    | 11 | Кай Сотто         | 11 мая 2002 (21 год)      | 218 см | Хиросима Драгонфлис         |
| Ф    | 13 | Джейми Малонсо    | 31 июля 1996 (27 лет)     | 201 см | Барангай Гинебра Сан-Мигель |
| Ц    | 15 | Джун Мар Фаджардо | 17 ноября 1989 (32 года)  | 208 см | Сан-Мигель Бирмен           |
| З    | 16 | Роджер Погой      | 16 июня 1992 (31 год)     | 188 см | ТНТ Тропанг Гига            |
| З    | 17 | Жеймар Перес      | 17 ноября 1993 (29 лет)   | 188 см | Сан-Мигель Бирмен           |
| З/Ф  | 23 | Ренс Абандо       | 11 марта 1998 (25 лет)    | 188 см | Анян КГС                    |
| З    | 24 | Дуайт Рамос       | 2 сентября 1998 (24 года) | 193 см | Леванга Хоккайдо            |
| Ф/Ц  | 25 | Джэпет Агилар (К) | 25 января 1987 (36 лет)   | 205 см | Барангай Гинебра Сан-Мигель |
| Ф/Ц  | 34 | Ариэль Джон Эду   | 1 января 2000 (23 года)   | 208 см | Тояма Гроусес               |

## Группа B

### Китай
Окончательный состав был объявлен 22 августа 2023 года.

### Пуэрто-Рико
Окончательный состав был объявлен 22 августа 2023 года.

### Сербия
Окончательный состав был объявлен 22 августа 2023 года.

### Южный Судан
Окончательный состав был объявлен 25 августа 2023 года.

## Группа C

### Греция
Окончательный состав был объявлен 19 августа 2023 года.

### Иордания
Окончательный состав был объявлен 20 августа 2023 года.

### Новая Зеландия
Окончательный состав был объявлен 24 августа 2023 года.

### США
Окончательный состав был объявлен 6 июля 2023 года.

## Группа D

### Египет
Окончательный состав был объявлен 22 августа 2023 года.

### Литва
Окончательный состав был объявлен 15 августа 2023 года.

### Мексика
Окончательный состав был объявлен 22 августа 2023 года.

### Черногория
Окончательный состав был объявлен 16 августа 2023 года.

## Группа E

### Австралия
Окончательный состав был объявлен 23 августа 2023 года.

### Финляндия
Окончательный состав был объявлен 18 августа 2023 года.

### Германия
Окончательный состав был объявлен 10 августа 2023 года.

### Япония
Окончательный состав был объявлен 21 августа 2023 года.

## Группа F

### Кабо-Верде
Окончательный состав был объявлен 23 августа 2023 года.

### Грузия
Окончательный состав был объявлен 16 августа 2023 года.

### Словения
Окончательный состав был объявлен 14 августа 2023 года.

### Венесуэла
Окончательный состав был объявлен 24 августа 2023 года.

## Группа G

### Бразилия
Окончательный состав был объявлен 21 августа 2023 года.

### Иран
Окончательный состав был объявлен 21 августа 2023 года.

### Кот-д’Ивуар
Окончательный состав был объявлен 20 августа 2023 года.

### Испания
Окончательный состав был объявлен 19 августа 2023 года.

## Группа H

### Канада
Окончательный состав был объявлен 24 августа 2023 года.

### Франция
Окончательный состав был объявлен 28 июня 2023 года.

### Латвия
Окончательный состав был объявлен 22 августа 2023 года.

### Ливан
Окончательный состав был объявлен 23 августа 2023 года.